# ثاندربولت روس
ثاندربولت روس هو شخصية خيالية في مارفل كومكس من ابتكار ستان لي وجاك كيربي،ظهرت الشخصية لأول مرة في مايو 1962.